# غرانت غستن
توماس غرانت غوستن (بالإنجليزية: Thomas Grant Gustin)‏، المعروف بأسم غرانت غوستن، هو ممثل ومغني أمريكي من مواليد 14 يناير 1990. هو معروف بدور باري آلين / البرق في مسلسل البرق على قناة السي دبليو.

## أعماله
| سنة  | عنوان بالعربي   | عنوان بالانكليزي                            | دور          | ملاحظات                   |
| ---- | --------------- | ------------------------------------------- | ------------ | ------------------------- |
| 2003 | فيديو تمرين صبي | Kid Fitness Jungle Adventure Exercise Video | Club Fit kid | مباشرة إلى أقراص دي في دي |
| 2012 | كابوس أم        | A Mother's Nightmare                        | كريس ستيوارت | فيلم تلفزيوني             |
| 2014 | أفلوينزا        | Affluenza                                   | تود غودمان   |                           |

| سنة         | عنوان بالعربي   | عنوان بالانكليزي | دور                       | ملاحظات                   |
| ----------- | --------------- | ---------------- | ------------------------- | ------------------------- |
| 2006        | صيد             | A Haunting       | حبيب ستايسي               | حلقة: "Hungry Ghosts"     |
| 2011–13     | غلي             | Glee             | سيباستيان سميث            | 7 حلقات                   |
| 2012        | سي إس آي: ميامي | CSI: Miami       | سكوت فيريس / ترينت بورتون | حلقة: "Terminal Velocity" |
| 2013        | 90210           | 90210            | كامبل برايس               | 8 حلقات                   |
| 2013–الحاضر | السهم           | Arrow            | باري آلين/البرق           | 4 حلقات                   |
| 2014–الحاضر | البرق           | The Flash        | باري آلين/البرق           | الدور الرئيسي             |

## روابط خارجية
- غرانت غستن على موقع IMDb (الإنجليزية)
- غرانت غستن على موقع روتن توميتوز (الإنجليزية)
- غرانت غستن على موقع قاعدة بيانات الأفلام العربية
- غرانت غستن على موقع قاعدة بيانات الأفلام العربية
- غرانت غستن على موقع ألو سيني (الفرنسية)
- غرانت غستن على موقع ميوزك برينز (الإنجليزية)
- غرانت غستن على موقع تيرنر كلاسيك موفيز (الإنجليزية)
- غرانت غستن على موقع أول موفي (الإنجليزية)
- غرانت غستن على موقع قاعدة بيانات برودواي على الإنترنت (الإنجليزية)
- غرانت غستن على موقع إن إن دي بي (الإنجليزية)
- grantgust على تويتر.
- غرانت غستن على إنستغرام